# نوک‌آباد شورو
نوک‌آباد شورو روستایی در دهستان شورو بخش کورین شهرستان زاهدان استان سیستان و بلوچستان ایران است.

## جمعیت
بر پایه سرشماری عمومی نفوس و مسکن در سال ۱۳۹۵ جمعیت این روستا ۱۹۹ نفر (۴۳خانوار) بوده‌است.